# Кім Синок
Кім Синок (кор. 김승옥, яп. 金承鈺) — південнокорейський письменник, сценарист, кінорежисер. У даний час історія корейської літератури високо цінує його як безсмертного генія і письменника, який створив справжнє покоління «хангиль».

## Біографія
Народився 23 грудня 1941 року в місті Осака, що знаходиться в Японії. Батько — Кім Кісон, навчався за кордоном у Токіо та закінчив юридичну школу університету Ніхон (яп. 自主創造) Його мати — Юн Геджа, була донькою лікаря східної медицини, який іммігрував до Осаки. Сім'я прозаїка повернулась у Корею після її звільнення у 1945 році. Там він виріс у Сунчхоні (кор. 순천) в Чолла-Намдо.
Батько — Кім Кісон, після закінчення початкової школи працював клерком в адміністративному окрузі Окґомьон (кор. 옥곡면), брав участь в інциденті «читального клубу Ґван'ян» (кор. '광양독서회' 사건), а після суду поїхав вчитись у Японію. Одразу після звільнення Кореї він брав участь як голова відділу пропаганди у відділенні підготовчого комітету Національного фонду у Ґван'яні разом із головними учасниками інциденту «читального клубу Ґван'ян», у Намільтан (кор. 남일당) видавав газету під назвою Хіянхвібо (кор. 희양휘보).
У листопаді 1948 року, коли Кім Синок був у першому класі початкової школи Сунчхоннам (кор. 순천남초등학교), його батько покинув сім'ю. Він брав участь у інциденті в Йонсун (кор. 여순사건). Кажуть, що батько, бабуся та маленький Синок разом йшли до Ґван'ян, бабуся та Синок продовжили свій шлях, проте батько пішов не «тим шляхом».  Це було востаннє, коли Синок бачився з татом.
Коли Кім Кісон пішов, його дружина була вагітна. Тому молодша сестра Кім Синока народилась вже після смерті батька. Його мати переїжджала з місця на місце, щоб уникнути переслідувань детектива та працювала швачкою. Поки мати, що овдовіла у 28-ми річному віці, виходила на роботу, старший син — Кім Синок, мав опікуватись молодшою сестрою: годувати її та вкладати спати. Молодша сестра, про яку він так дбав, раптово померла, коли їй було три роки. Це сталось у 1951 році, коли Кім Синок був у четвертому класі початкової школи. Через рік, у 1952 році, він подав вірш до щомісячного журналу «Світ хлопчиків».  Його опублікували і це показало, що Синок має потенціал. На той час ніхто не знав, що він стане одним з представників романістів Сунчхона разом з Со Чоніном (кор. 서정인), який відомий своїм романом Дальґун (кор. 달궁)
У шкільні роки він був зразковим учнем, поціновувачем романів. Він був президентом середньої школи Сунчхон, національним гравцем у волейбол, і, кажуть, вів активне шкільне життя, зокрема організовував культурні вечірні заходи.
Він дуже добре вчився з дитинства, тому його мати покладала на нього великі сподівання. Кім Синок хотів стати суддею, але його мати була проти того, щоб її старший син навчався на праві. Вона боялась, що син стане схожим на свого батька. Мати хотіла, щоб її старший син став лікарем, як його дід по материнській лінії. Тому Кім Синок вирішив стати «дипломатом» як компроміс між «лікарем» і «суддею». Оскільки він вивчав англійську та німецьку мови в середній школі, він подав документи на спеціальність французької літератури, аби стати дипломатом. Відтоді він намагався цікавитись літературою лише як хобі. Проте кажуть, що коли він вступив до коледжу, то серед початківців романістів не міг знайти когось, хто б прочитав таку ж кількість романів, як він. У середній школі, коли обставини у сім'ї покращилися, Кім Синок відвідував місцеві книгарні та нескінченно читав романи, а мати платила за книги наприкінці кожного місяця.
У 1960 році, Кім Синок вступив на факультет французької мови та літератури в коледж вільних мистецтв Сеульського національного університету. Навчаючись там, він працював карикатуристом у сеульській газеті. Його оповідання «Життєва практика» (кор. 생명연습) перемогло на весняному літературному конкурсі газети Хангукільбо (кор. 한국일보) 1962 року. Того ж року (1962) дебютував у кіно з фільмом «Лі Чхадон» (кор. 이차돈), як режисер, а через п'ять років дебютував як сценарист у фільмі 1967 року «Туман» (кор. 안개). Згодом він опублікував журнал «Епоха прози» разом з Кан Хому (강호무), Кім Соніль (김성일), Кім Хьон (김현) та іншими. Оскільки Кім Синок взяв рік перерви, то закінчив університет 1965 році. Приблизно в той самий час він опублікував свої репрезентативні твори: «Подорож до Муджіна» (무진기행) та «Сеул, зима 1964 року» (кор. 서울 1964년 겨울) та отримав 10-ту літературну премію Донін (кор. 동인문학상) за «Сеул, зима 1964 року».
Кім Синок є одним із представників письменників 1960-тих. На відміну від після воєнного покоління письменників, яким було важко розмовляти корейською мовою, він був одним із письменників покоління, яке здобуло освіту корейською мовою. Він використовував свій чуттєвий стиль письма, щоб виразити урбанізацію 1960-х років і викликані нею проблеми відчуження людини.
У 1977 році отримав премію І Сан (кор. 이상문학상) за оповідання «Місячне сяйво Сеула Глава 0» (кор. 서울의 달빛 0章), опубліковане 1976 року. 1980 року Кім Синок почав серію — «Кімната пилу» (кор. 먼지의 방) у газеті Донаільбо (кор. 동아일보), але дізнавшись про Рух за демократизацію Кванджу (кор. 광주 민주화 운동) та його придушення військовими він добровільно припиняє публікацію серії після 15 епізодів та припиняє писати.
У 1999 році він був призначений професором кафедри корейської мови та літератури в університеті Седжон, але пішов у відставку після перенесеного інсульту в січні 2003 року.

## Творчість
Кім Синок був аутсайдером систем, незважаючи до яких систем він звертався. Це було помітно і у його ранніх роботах, які займали позицію романтичного аутсайдера. У своїх ранніх роботах автор намагається вибратись з меж повсякденного існування. Він часто робить це звертаючись до фантазії або галюцинації. Проте Кім Синок швидко почав усвідомлювати силу соціальних обмежень, і його роботи почали відображати нездатність порушити ці обмеження. Кім звернувся до віддаленості та нігілізму, в яких не було такого поняття, як мрія. Романтичний аутсайдер замінюється атомістичними оповідачами, що знаходяться в байдужому суспільстві. Пізніші роботи описують аномічні життя оповідачів, які потрапили у пастку модернізованого суспільства. Незадовго до того, як Кім Синок повністю відійшов від художньої літератури, він спробував використати еротичну пристрасть так само, як використовував галюцинацію і фантазію у своїх ранніх творах. Твори автора не були сприйняті. Кім Синок також був співавтором декількох корейських фільмів, зокрема  «Жінка» ('여' 1968) та «Жінка-комаха» ('충녀' 1972).
Кім Синок був першим корейським письменником, що отримав одночасно літературну премію І Сан, яку отримав у 1977 та літературну премію Донін у 1965 за «Сеул, зима, 1964». Проте після 1967 року творча енергія письменника почала розсіюватися і у 1979 році він припинив писати художню літературу.

## Нагороди
- Dong-in Literary Award (1965)
- Yi Sang Literary Award (1977)